# Lebadea alankara
Lebadea alankara är en fjärilsart som beskrevs av Thomas Horsfield 1829. Lebadea alankara ingår i släktet Lebadea och familjen praktfjärilar. Inga underarter finns listade i Catalogue of Life.